# Elena Băsescu
Elena Băsescu (Constanța, 24 april 1980) is een Roemeens politica. Ze was secretaris-generaal van de jeugdafdeling van de PD-L en tussen 2009 en 2014 lid van het Europees Parlement. Ze is de jongste dochter van de voormalige president van Roemenië Traian Băsescu.
Elena Băsescu heeft een graad in de politieke wetenschappen en is afgestudeerd aan de Roemeens-Amerikaanse Universiteit in Boekarest aan de faculteit Commercieel Bankieren en Internationale Financiën. Ze begon haar politieke carrière in 2007. Ze was ook werkzaam als model.

## Politieke carrière
Op 24 februari 2008 werd Băsescu met 377 tegen 6 stemmen verkozen tot secretaris-generaal van de jeugdafdeling van de PD-L. Dit leidde ertoe dat Eugen Stamate uit protest opstapte uit de presidentiële commissie van onderwijs.
Voordat ze zich kandidaat stelde voor de Europese parlementsverkiezingen in 2009, liep Băsescu stage bij Europarlementariër Monica Iacob Ridzi. Elena Băsescu was in eerste instantie van plan zich kandidaat te stellen namens PD-L, maar ze werd geweigerd door haar partij, in het bijzonder door intellectuelen als Alina Mungiu-Pippidi. Daarom stelde ze zich verkiesbaar als onafhankelijk lid onder de partijnaam EBV.  Het Franse tijdschrift L'Express gaf aan dat haar kandidaatstelling toch voor onrust zorgde onder de partijleden, doordat men bang was stemmen aan haar te verliezen. In de peilingen stond ze aanvankelijk op 16%, maar dat zakte tot 5% a 6%. Uiteindelijk kwam slechts 25% van de kiesgerechtigden opdagen, de rest bleef uit protest thuis. Het werd de laagste opkomst voor een verkiezing in de historie van Roemenië.
In aanloop naar de verkiezingen kwamen journalisten erachter dat sommige leden van de PD-L geïnstrueerd waren om voor Băsescu te kiezen om zo haar verkiezing veilig te stellen. Haar campagne zorgde voor enige beroering omdat ze zich uitsprak voor legalisering van het gebruik van cannabis. Nadat ze met 4,22% van de stemmen was gekozen als lid van het Europees Parlement, werd ze direct weer lid van de PD-L. Daardoor werd ze automatisch ook lid van de Europese Volkspartij (EPP). De Hongaarse parlementariër László Surján stuurde hierop een e-mail naar alle leden van de EPP waarin haar lidmaatschap ter discussie werd gesteld, mede vanwege haar positie ten aanzien van marihuana en beschuldigingen van nepotisme.
Als lid van het Europees Parlement was Băsescu vicevoorzitter van de Petitie Commissie en lid van de Commissie voor Economische en Monetaire zaken, de Delegatie voor relaties met Israël en de Delegatie voor de Parlementaire Coöperatie EU - Armenië, EU-Azerbaijan en EU-Georgië.
Op 24 maart 2014 maakte ze bekend dat ze overstapte naar de PMP, de nieuwe partij van haar vader. Ze stelde zich niet kandidaat voor een nieuwe termijn in het Europees Parlement.
In 2020 nam ze deel aan de parlementsverkiezingen als PMP-lid namens het district Constanța. PMP behaalde geen enkele zetel. Zij wist wel een baantje te bemachtigen als adviseur van de commissie Europese Zaken.

## Imago
Sommige artikelen in de media beschreven haar als de “Paris Hilton van Boekarest”, die meer geïnteresseerd zou zijn in feestjes dan in politiek. Ook werden haar nepotisme en incompetentie verweten, mede naar aanleiding van video’s waarin ze veel verbale misstappen maakt. Elena Băsescu beschouwt deze aantijgingen als een lastercampagne tegen haar en haar vader en wijst erop dat ze al lang voordat ze in de politiek ging gestopt was met modellenwerk, dat ze een graad in de economie heeft en dat haar gedrag in het uitgaansleven altijd beschaafd is.
Elena Băsescu’s associatie met Monica Iacob Ridzi (die beschuldigd werd van verduistering waarna ze ontslag moest nemen als minister van Jeugdzaken) werd door de media die kritisch zijn tegenover haar vader Traian veelvuldig gebruikt. Traian Băsescu beschuldigde deze media ervan, in het bijzonder de media die in het bezit zijn van Sorin Ovidio Vântu, te proberen zijn dochter te belasteren door “schuld door associatie” te propageren.

## Privé
Op 1 september 2012 trouwde ze met Bogdan Ionescu. Een jaar later kregen zij een dochter. en nog een jaar later een zoon. In september 2016 ging het paar uit elkaar. In 2018 kreeg ze een dochter samen met Cătălin "Tomată" Gheorghe. In 2019 gingen ze uit elkaar.